# Quiina
Quiina es un género  de plantas fanerógamas perteneciente a la familia Ochnaceae. Comprende 65 especies descritas y de estas, solo 47 aceptadas.

## Descripción
Son árboles poligamodioicos. Hojas estrictamente opuestas, los márgenes enteros; estípulas subuladas a lineares. Flores estaminadas o bisexuales. Flores estaminadas con numerosos estambres en fascículos; pistilodios ausentes. Flores bisexuales con menos estambres; ovario 1-3-locular. Bayas sin canales de látex en el pericarpo, anaranjado rojizo a rojas; semillas generalmente 1 por lóculo.

## Taxonomía
El género fue descrito por Jean Baptiste Christophore Fusée Aublet y publicado en Histoire des Plantes de la Guiane Françoise 2(Suppl.): 19, pl. 379. 1775.

## Especies seleccionadas
- Quiina acutangula
- Quiina albiflora
- Quiina amazonica
- Quiina blackii
- Quiina brevensis
- Quiina cajambrensis
- Quiina colonensis
- Quiina congesta
- Quiina crenata
- Quiina cruegeriana